# Икарбус ИК-206
Икарбус ИК-206 је градски зглобни аутобус који производи српска фабрика аутобуса Икарбус из Земуна. Намењен превозу путника у најзахтевнијим условима експлоатације у градском саобраћају. ИК-206 је настао даљим развојем претходних серија ИК-201, ИК-202 и ИК-203, те је у основи сличног изгледа. Главне разлике су модернији мотор и његов другачији положај мотора, као и промењен дизајн како унутрашњег тако и спољашњег изгледа аутобуса који је модернизован. Први је стандардни средњоподни зглобни аутобус са погонским агрегатом смештеним у приколици произведен у Икарбусу.
Производња модела ИК-206 је започела 2006. Прве веће испоруке овог модела јесу саобраћајном предузећу Ласта из Београда. Први ИК-206 су испоручени Ласти 2007. године и настављене су и наредних година.
Јавно комунално предузеће ГРАС (Градски саобраћај Сарајево) је током 2009. године набавио 15 аутобуса ИК-206.
ИК-206 се није нашао у возном парку Градског саобраћајног Предузећа (ГСП) Београд јер је то предузеће донело одлуку да убудуће набавља искључиво нископодна возила. У јавном превозу Београда експлоатише их СП Ласта. Пoред Београда, ИК-206 превози путнике и у Сарајеву.

## Спецификације
ИК-206 у тренутној понуди Икарбуса има следеће спецификације:
Димензије:
- Дужина - 17997 mm
- Ширина - 2500 mm
- Висина - 3056 mm
- Висина (укључујући и клима уређај) - 3300 mm
- Међуосовинско растојање - 5650/6045 mm
- Предњи препуст - 2820 mm
- Задњи препуст - 3482 mm
- Предњи прилазни угао - 7,4°
- Задњи прилазни угао - 7°
- Висина салона - 2260 mm
- Висина пода у зони I, II и III врата - 750 mm
- Висина првог степеника - 340 mm
- Пречник заокретања - 23656 mm

Маса
- Маса празног возила - 15760 kg
- Mаксимална дозвољена укупна маса - 28000 kg
- Технички прописана максимална носивост задње осовине 13000 kg
- Технички прописана максимална носивост неутралне осовине 13000 kg
- Технички прописана максимална носивост предње осовине 7200 kg

Мотор
- MAN D2066 LUH 11
- Еуро 4
- Конструкција - 4-тактни дизел-мотор
- Максимална снага - 199 kW (267 КС)
- Уградња - вертикална у задњем делу возила лево

Трансмисија

- 4-степени, аутоматски VOITH 864.5 мењач са интегрисаним успоривачем

Аутобус има три осовине, предњу, средњу - неутралну и задњу - погонску. Конструкција аутобуса је самоносећа решеткаста од квадратних профила. Аутобус се нуди са два распореда седишта - 44+1 и 48+1. Путничка седишта су пластична благо тапацирана. Рукохвати су пластифицирани у хоризонталном положају - дуж целог аутобуса и вертикалном - од седишта. Основна варијанта има четворо двокрилних врата која се отварају ка унутра. Командовање вратима је од стране возача, а у случају опасноти врата се могу отворити и споља и изнутра. Бочни прозори су лепљени изграђени од ојачаног сигурносног стакла са могућношћу отварања. Аутобуси су опремљени и системом за грејање, вентилацију и хлађење, спољашњим електронским информационим панелима, и термички су изоловани.